# Matvey Tikhomandritzky
Matvey Tikhomandritzky (Kiev, 17 de janeiro de 1844 – Petrogrado, 8 de fevereiro de 1921) foi um matemático russo.
Foi palestrante do Congresso Internacional de Matemáticos em Paris (1900).